# Terzan 11
Terzan 11 (Ter 11, Terzan 12) – gromada kulista znajdująca się w odległości około 15 600 lat świetlnych od Ziemi w kierunku konstelacji Strzelca. Została odkryta w 1971 roku przez Agopa Terzana.
Terzan 11 znajduje się 11 100 lat świetlnych od jądra Drogi Mlecznej. Gromada ta początkowo otrzymała nazwę Terzan 12, jednak z powodu błędu w katalogowaniu (gromada Terzan 5 została skatalogowana również jako Terzan 11), jej nazwę zmieniono na Terzan 11.